# 青年岛
青年岛（西班牙語：Isla de la Juventud），原名松树岛（Isla de Pinos），古巴第二大岛，位于阿尔特米萨省（原哈瓦那省的一部分）正南，距古巴岛100公里，青年岛及附近小岛属青年岛特区管理，不属于任何省（青年岛特区辖区除青年岛本岛外还包括附近的一些小岛如南长岛等）。该岛面积2,419.27平方公里，人口86,559，首府是新赫罗纳，岛上第二大城镇和最古老的城镇是圣菲。

## 历史
雖然該島東端沙灘上的岩洞中有些原住民留下的石洞壁畫，然而該島在前哥倫布時期的歷史已難考究。1494年，哥伦布第二次航向新世界時抵达该岛，将该岛命名为“传福音岛”（La Evangelista），宣布此地为西班牙领地，该岛在历史上亦以“鹦鹉岛”（Isla de Cotorras）或“珍宝岛”（Isla de Tesoros）之名而知名。
该地区的海盗活动在英国文学中留下了影子。《金银岛》和《彼得潘》都部分来源于该岛的原住民及海盗住民，以及他们使用的细长独木舟（海盗及当地原住民都喜爱使用）和岛上的美洲鱷。
1898年美西战争结束后，西班牙放弃了松树岛，但《普拉特修正案》第六条并未明确说明将其交给新独立的古巴共和國，导致美国和古巴的争夺。1907年，美国最高法院裁决，松树岛所有权是政治问题，而非法律问题。。1916年的一份美国的宣传册《Isle of Pines: American or What?》中，有呼吁兼并或购买下松树岛以解决争端的内容。
1925年，美国参议院反对美国种植园主和商人在该岛上的一块小聚居区，承认了1904年的《海-克萨达协定》，该协定承认古巴对该岛有主权。
1934年，时任美国总统富兰克林·罗斯福废除普拉特修正案，并且将松树岛归还古巴。
1953年—1955年，菲德尔·卡斯特罗和劳尔·卡斯特罗曾被关押在岛上的模范监狱。1978年因世界各地及古巴各地青年到该岛学习劳动，该岛改名为青年岛。

## 经济
该岛的经济支柱是园艺业、渔业、松树采伐业和大理石开采业。